# Rated X - La vera storia dei re del porno americano
Rated X - La vera storia dei re del porno americano (Rated X) è un film biografico del 2000, diretto ed interpretato da Emilio Estevez, tratto dal libro X-Rated di David McCumber.

## Trama
Il film racconta la storia dei due fratelli Jim e Artie Mitchell, all'epoca bambini, che sono stati iniziati dal padre all'"occhio per occhio, dente per dente", ma che suggerisce loro anche di procurarsi un titolo di studio, come loro effettivamente faranno.
Dapprima Jim e poi Artie, diventano registi e poi produttori dell'epoca d'oro del cinema pornografico statunitense, fra gli anni settanta e ottanta.
Nonostante ogni tanto vi siano stati alcuni conflitti tra i due fratelli, la loro produzione va avanti, soprattutto con l'expoit di un film: behind the green door (Dietro la porta verde).
Successivamente il loro cinema diventa un importante locale a luci rosse di San Francisco.
Ma le buone notizie vanno scemando. Jim va a disintossicarsi dall'ex moglie di Artie, e Artie si ingelosisce della sua attuale moglie e inizia ad arrancare nel vuoto; inizia anche a sragionare e a minacciare lei e tutti gli altri di morte.
Il loro tormentato rapporto ha un ultimo capitolo quando Jim decide di scorporare la società in due, cosa che ad Artie non sta bene, e quindi la storia si conclude tragicamente nel 1991.